# Dysauxes quadripunctata
Dysauxes quadripunctata är en fjärilsart som beskrevs av Naufock 1934. Dysauxes quadripunctata ingår i släktet Dysauxes och familjen björnspinnare. Inga underarter finns listade i Catalogue of Life.